# Mistrovství světa v biatlonu 2024 – smíšená štafeta
Smíšená štafeta na 4 × 6 km na Mistrovství světa v biatlonu 2024 se konala ve středu 7. února v Novém Městě na Moravě na biatlonovém stadionu Vysočina Arena jako zahajovací závod šampionátu. Start smíšené štafety proběhl v 17:20 hodin středoevropského času. Do závodu nastoupilo 25 národních štafet. Dva muži a dvě ženy absolvovali každý úsek o délce 6 km.
Čtyřnásobným obhájcem prvenství i úřadujícím olympijským vítězem z této disciplíny byl norský tým, který ve složení Tarjei Bø, Johannes Thingnes Bø, Karoline Knottenová a Ingrid Tandrevoldová tentokrát nezvítězil, přestože nemusel absolvovat trestné kolo. Z historicky třetího prvenství – a prvního od roku 2016 – na světovém šampionátu se radovali závodníci Francie, ve složení Éric Perrot, Quentin Fillon Maillet, Justine Braisazová-Bouchetová a Julia Simonová. Bronzové medaile získalo Švédsko.
Perrot získal svoji vůbec první medaili ze světových šampionátů, Fillon Maillet se pak třináctým kovem přiblížil ke svému krajanovi Raphaëlovi Poiréemu, na kterého po závodě ztrácel pět medailí. Pro Braisazovou-Bouchetovou a Simonovou se jednalo o pátou medaili z mistrovství světa a u první jmenované dokonce o premiérové zlato.

## Průběh závodu
V závodě se zásluhou Justuse Strelowa dostala do čela zpočátku německá štafeta těsně následovaná francouzskou. I na druhém úseku udržel Philipp Nawrath vedení. Po páté střelbě odpadla z vedoucí dvojice francouzská štafeta, když Justine Braisazová-Bouchetová musela jet na trestné kolo. Totéž se stalo i Franzisce Preussové z německého týmu, a do čela se tak posunula Norka Karoline Offigstad Knottenová následovaná Švýcarkou Lenou Häckiovou-Großovou. Braisazová-Bouchetová však běžela velmi rychle a před poslední předávkou se opět dostala od čela. Julia Simonová na posledním úseku zvyšovala svůj náskok a Francie s náskokem zvítězila. Podobně svoji pozici upevňovala průběžně druhá Ingrid Landmark Tandrevoldová, která tak dojela Norsku pro stříbrné medaile. Na třetí místo se brzy dostala Švédka Elvira Öbergová, která jela rychleji než Švýcarka Amy Basergová. Ta však zastřílela vleže i vstoje lépe, a tak se po střelbách dostala vždy zpátky před Švédku. Öbergová ji v každém kole vždy předjela, ale v závěru posledního kola ji došly síly – přesto obsadila třetí místo, ale jen vteřinu před Basergovou.
Závodu se zúčastnila i slovenská biatlonistka, trojnásobná olympijská vítězka Anastasia Kuzminová, která původně v roce 2019 oznámila ukončení sportovní kariéry. Po střelbě vleže musela na trestné kolo; slovenský tým pak skončil na 16. místě.

Českou štafetu rozjížděl Michal Krčmář, kterému nestačily po střelbě vleže náhradní náboje a jel jedno trestné kolo. Vstoje střílel lépe a předával na 21. místě. „Sám v tuhle chvíli nevím, nedokážu to vůbec vyhodnotit. Přišlo mi, že dělám totéž, co na nástřelu. Výkon stál totálně za nic. Omlouvám se,“ řekl pak v rozhovoru pro Českou televizi. Tomáš Mikyska udělal celkem jednu střeleckou chybu, ale posunul se jen na 19. pozici. Markéta Davidová pak běžela rychle, ale vinou čtyř nezasažených terčů se zlepšila jen o pět míst. V posledním úseku se Jessica Jislová po bezchybné střelbě vleže posunula na 12. pozici. Tu těsně udržela i po třech střeleckých chybách vstoje, ale v posledním stoupání před cílem ji předjela estonská a kanadská štafeta a český tým tak obsadil konečné 14. místo. „Tím, jak je trať hluboká, jsou sjezdy pomalé, protože se musíme prorážet skrz ten sníh. Nejsem schopná říct, jaké mé lyže byly. Půjdu se poradit se servismany do kamionu,“ odpovídala pak Jislová na dotaz ke kvalitě lyží. Špatné mazání pak potvrdil i manažer reprezentace Ondřej Rybář.

## Výsledky
| Zlatá medaile                        | 2  | FrancieÉric Perrot Quentin Fillon Maillet Justine Braisazová-Bouchetová Julia Simonová           | 1:09:24,4 15:42,9 16:18,2 19:14,6 18:08,7 | 1+7 0+2 0+3 0+0 0+1 0+1 1+3 0+1 0+0 0+0  |         |
| Stříbrná medaile                     | 1  | NorskoTarjei Bø Johannes Thingnes Bø Karoline Offigstad Knottenová Ingrid Landmark Tandrevoldová | 1:10:09,6 15:59,6 16:22,0 19:02,1 18:45,9 | 0+2 0+6 0+0 0+2 0+1 0+3 0+0 0+0 0+1 0+1  | +45,2   |
| Bronzová medaile                     | 4  | ŠvédskoSebastian Samuelsson Martin Ponsiluoma Hanna Öbergová Elvira Öbergová                     | 1:10:26,1 16:30,3 16:12,5 18:55,7 18:47,6 | 0+5 0+5 0+2 0+3 0+1 0+0 0+2 0+0 0+0 0+2  | +1:01,7 |
| 4.                                   | 5  | ŠvýcarskoSebastian Stalder Niklas Hartweg Lena Häckiová-Großová Amy Basergová                    | 1:10:27,3 16:00,0 16:41,4 18:40,7 19:05,2 | 0+1 0+2 0+0 0+0 0+1 0+0 0+0 0+2 0+0 0+0  | +1:02,9 |
| 5.                                   | 7  | NěmeckoJustus Strelow Philipp Nawrath Franziska Preussová Vanessa Voigtová                       | 1:10:55,3 15:43,8 16:09,0 20:00,3 19:02,2 | 0+3 1+6 0+0 0+0 0+0 0+3 0+3 1+3 0+0 0+0  | +1:30,9 |
| 6.                                   | 8  | RakouskoDavid Komatz Simon Eder Tamara Steinerová Anna Gandlerová                                | 1:11:54,9 16:30,6 16:41,6 19:41,6 19:01,1 | 0+3 0+1 0+1 0+0 0+0 0+2 0+2 0+0 0+0 0+0  | +2:30,5 |
| 7.                                   | 9  | UkrajinaArtem Pryma Dmytro Pidručnyj Julija Džymová Iryna Petrenková                             | 1:12:13,3 16:31,3 16:51,4 19:25,8 19:24,7 | 0+3 0+5 0+2 0+2 0+0 0+1 0+1 0+1 0+0 0+1  | +2:48,8 |
| 8.                                   | 10 | BelgieFlorent Claude Thierry Langer Lotte Lieová Maya Cloetensová                                | 1:12:34,4 16:38,4 16:34,8 19:32,7 19:48,5 | 0+1 0+2 0+0 0+1 0+0 0+0                  | +3:10,0 |
| 9.                                   | 11 | SlovinskoMiha Dovžan Jakov Fak Polona Klemenčičová Anamarija Lampičová                           | 1:12:46,6 17:21,9 16:36,2 20:00,1 18:48,4 | 0+3 1+8 0+1 1+3 0+0 0+1 0+2 0+1 0+0 0+3  | +3:22,2 |
| 10.                                  | 3  | ItálieDidier Bionaz Tommaso Giacomel Dorothea Wiererová Lisa Vittozziová                         | 1:13:27,2 17:49,1 17:09,3 19:25,9 19:02,9 | 1+7 2+8 0+3 2+3 1+3 0+1 0+1 0+1 0+0 0+3  | +4:02,8 |
| 11.                                  | 17 | USAVincent Bonacci Sean Doherty Deedra Irwinová Chloe Levinsová                                  | 1:13:36,3 16:28,4 16:58,7 19:32,0 20:37,2 | 0+3 0+3 0+0 0+2 0+2 0+1 0+1 0+0 0+0 0+0  | +4:11,9 |
| 12.                                  | 13 | EstonskoRene Zahkna Kristo Siimer Tuuli Tomingasová Regina Ermitsová                             | 1:14:05,7 17:11,6 17:17,5 20:05,0 19:31,6 | 0+5 0+6 0+1 0+2 0+1 0+1 0+2 0+2 0+1 0+1  | +4:41,3 |
| 13.                                  | 16 | KanadaAdam Runnalls Christian Gow Nadia Moserová Emma Lunderová                                  | 1:14:07,2 16:41,0 16:48,1 20:29,0 20:09,1 | 0+4 0+7 0+2 0+3 0+0 0+0 0+1 0+2          | +4:42,8 |
| 14.                                  | 6  | ČeskoMichal Krčmář Tomáš Mikyska Markéta Davidová Jessica Jislová                                | 1:14:12,2 17:44,7 17:03,1 19:37,9 19:46,5 | 1+5 0+8 1+3 0+2 0+0 0+1 0+2 0+2 0+0 0+3  | +4:47,8 |
| 15.                                  | 15 | PolskoJan Guńka Andrzej Nędza-Kubiniec Anna Mąková Joanna Jakiełová                              | 1:14:25,7 17:12,7 17:24,6 19:50,5 19:57,9 | 0+4 0+3 0+1 0+1 0+0 0+1 0+2 0+0 0+1 0+1  | +5:01,3 |
| 16.                                  | 24 | SlovenskoTomáš Sklenárik Damian Cesnek Anastasia Kuzminová Maria Remenová                        | 1:15:47,9 16:45,7 18:43,3 20:05,1 20:13,8 | 2+7 0+6 0+1 0+3 1+3 0+1 0+0 0+1          | +6:23,5 |
| 17.                                  | 18 | LitvaMaksim Fomin Vytautas Strolia Lidiia Zhurauskaite Natalija Kočerginová                      | 1:16:01,0 17:22,8 17:05,5 20:21,2 21:11,5 | 0+3 0+9 0+0 0+2 0+1 0+2 0+0 0+2 0+2 0+3  | +6:36,6 |
| 18.                                  | 21 | MoldavskoMihail Usov Pavel Magazeev Alla Ghilenková Aliona Makarovová                            | 1:16:08,3 17:23,7 17:10,2 20:33,2 21:01,2 | 0+5 0+6 0+0 0+2 0+2 0+1 0+0 0+2 0+3 0+1  | +6:43,9 |
| 19.                                  | 20 | LotyšskoRenārs Birkentāls Edgars Mise Baiba Bendiková Annija Sabulová                            | 1:16:32,2 17:09,8 17:19,8 19:46,1 22:16,5 | 0+6 1+6 0+2 0+1 0+2 0+0 0+1 1+3 0+1 0+2  | +7:07,8 |
| 20.                                  | 12 | FinskoTuomas Harjula Otto Invenius Venla Lehtonenová Suvi Minkkinenová                           | 1:16:41,5 17:12,2 17:27,9 21:35,5 20:25,9 | 0+7 1+6 0+2 0+2 0+1 1+3 0+3 0+0 0+1 0+1  | +7:17,1 |
| 21.                                  | 19 | KazachstánAlexandr Muchin Vladislav Kireyev Galina Višněvská-Šeporenková Polina Jegorovová       | 1:17:02,4 16:08,5 18:12,1 21:13,5 21:28,3 | 0+4 0+5 0+0 0+0 0+2 0+1 0+1 0+1 0+1 0+3  | +7:38,0 |
| 22.                                  | 14 | BulharskoBlagoy Todev Vladimir Iliev Valentina Dimitrová Lora Hristová                           | 1:18:46,0 17:51,1 17:52,9 20:38,2 22:23,8 | 0+2 5+12 0+2 1+3 0+0 2+3 0+0 0+3 0+0 2+3 | +9:21,6 |
| 23.                                  | 22 | RumunskoGeorge Buta Dmitrii Shamaev Anastasia Tolmachevová Andreea Mezdreová                     | LAP 17:46,0 18:02,9                       | 0+0 0+4 0+0 0+2 0+0 0+0 0+0 0+2          |         |
| 24.                                  | 25 | JaponskoMikito Tačizaki Kiyomasa Ojima Aoi Satová Hikaru Fukudová                                | LAP 17:44,4 18:06,7                       | 1+6 0+4 0+3 0+0 0+0 0+1 1+3 0+3          |         |
| 25.                                  | 23 | Jižní KoreaChoi Du-jin Timofej Lapšin Jekatěrina Avvakumovová Ko Eun-jung                        | LAP 19:11,9 17:28,8                       | 2+8 0+2 1+3 0+1 0+2 0+0 1+3 0+1          |         |
| Zdroj: LAP – štafeta předjeta o kolo |    |                                                                                                  |                                           |                                          |         |